# Nikolaj Nikolajevič Luzin
Nikolaj Nikolajevič Luzin (rusky Никола́й Никола́евич Лу́зин; 9. prosince 1883 – 28. února 1950) byl sovětský matematik pracující zejména v oboru teorie množin a v matematické analýze. Byl jedním z vůdčích moskevských matematiků dvacátých let dvacátého století. Zabýval se především deskriptivní teorií množin a oblastmi na rozhraní matematické analýzy a teorie množin. Kromě toho byl činný v oblastech komplexní analýzy, diferenciálních rovnic a numerické matematiky.
Vyšší matematiku začal Luzin studovat v roce 1901 na Lomonosovově univerzitě v Moskvě v roce 1901, jeho školitelem byl Dmitrij Fjodorovič Jegorov. Studium ukončil v roce 1905. Ve dvacátých letech byl v Moskvě vůdčí osobností semináře zvaného Lusitania.
V roce 1936 byl v takzvané Luzinově aféře obviněn z plagiátorství a protistátní činnosti (hybnou silou kampaně proti němu byl zřejmě český rodák Arnošt Kolman). Za tím účelem sestavená komise pro vyšetřování, ve kterém v neprospěch Luzina svědčila řada jeho studentů, shledala obvinění za opodstatněná a byl zbaven akademických funkcí.
Mezi jeho žáky patřili Alexandr Jakovlevič Chinčin, Pavel Sergejevič Alexandrov a Andrej Nikolajevič Kolmogorov.